# Cieśnina Armii Czerwonej
Cieśnina Armii Czerwonej (ros. пролив Красной Армии, proliw Krasnoj Armii) – cieśnina między wyspami archipelagu Ziemi Północnej – Pionierem i Komsomolcem a Wyspą Rewolucji Październikowej. Łączy Morze Karskie z Morzem Łaptiewów. Rozciąga się na długości ok. 110 km i szerokości od 10 km na wschodzie do 18 km na zachodzie. Brzegi górzyste i strome. Cieśnina skuta jest lodem, który bardzo rzadko taje.